# チェ・ラシッド・チェ・ハリム
チェ・ラシッド・チェ・ハリム（マレー語: Che Rashid Che Halim、1994年12月17日 - ）は、マレーシアのサッカー選手。マレーシア代表。ポジションはRB。

## クラブ歴
ジョホール・ダルル・タクジムIV FC出身で2013年にジョホール・ダルル・タクジムFCのプレジデンツカップのチームに加入した。このU-21のチームで活躍したために、ジョホール・ダルル・タクジムII FCにレンタル移籍した。その後、2015年には同クラブに完全移籍した。

## 代表歴
2015年3月にはダラー・サラー監督からオマーン代表との親善試合の際のメンバーとして代表に招集された。この試合で代表初出場を果たした。
その後の6月には東南アジア競技大会に出場するU-23代表のメンバーに招集された。